# Schubert-Plot

Schubert-Plot für eine Homopolymer-Copolymer-Mischung

Der Schubert-Plot nach Dirk W. Schubert ist ein grafisches Schema zur Darstellung von Wechselwirkungsparametern in Copolymermischungen (berechnet nach ten Brinke). 

## Einfachstes Beispiel: Homopolymer / Statistisches Copolymer
Die Homopolymere bestehend aus den Monomeren A, B und C werden als Dreieck angeordnet, wobei die Abstände den Quadratwurzeln der entsprechenden Wechselwirkungsparameter entsprechen. Die Position des Copolymers ist auf der Verbindungslinie zwischen A und B durch den Anteil {\displaystyle x} der B-Komponente im Copolymer gegeben. Der Abstand {\displaystyle s} zwischen C und dem Copolymer entspricht dann der Quadratwurzel des Wechselwirkungsparameters für die Homopolymer-Copolymer-Mischung. Die Höhe {\displaystyle h} des Dreiecks gibt einen entsprechenden möglichen Minimalwert für diesen Wechselwirkungsparameter an.